# Isla Rattlesnake
Isla Rattlesnake (en inglés: Rattlesnake Island; literalmente Isla serpiente de Cascabel) es una isla estadounidense en el lago Winnipesaukee, en el estado de Nuevo Hampshire. Hay versiones contradictorias de donde tomó su nombre, porque su forma se parece un poco a una serpiente, pero algunos dicen que recibió el nombre de un grupo de serpientes de cascabel que vivían allí.
La isla está situada en la ciudad de Alton.
Isla Rattlesnake es de aproximadamente 2 millas (3 kilómetros) de largo, y aproximadamente tiene unas 5 millas (8 km) en torno a su costa. La topografía es muy variada.